# Chess World
Chess World – australijskie czasopismo szachowe o charakterze miesięcznika ukazujące się w latach 1865–1869. Było kontynuacją pisma „The Australian Chess Review”.